# 阿佐ヶ谷教会
阿佐ヶ谷教会（あさがや きょうかい）は、東京都杉並区阿佐谷北にある、メソジスト系の日本基督教団の教会である。
1924年(大正13年) 2月10日創立。創設者は平岩愃保牧師。
日本基督教団 野方町教会及び、日本基督教団 石神井教会の母体。

## 沿革
1924年(大正13年) 2月10日 平岩愃保が自宅朝谷小山荘で最初の集会を行う。
1928年(昭和3年) 教会名称が朝谷教会となる。
1933年(昭和8年) 7月8日 平岩愃保牧師永眠。
1933年(昭和8年) 松本卓夫牧師就任。
1934年(昭和9年) 松本卓夫牧師離任。大村勇牧師就任。
1934年(昭和9年)2月11日 日本メソヂスト教会へ加入し、「日本メソヂスト 朝谷教会」となる。 
1935年(昭和10年)3月 教会名称「朝谷教会」を「阿佐ヶ谷教会」に改称。
1937年(昭和12年) 大村勇牧師離任。気賀重躬牧師就任。
1937年(昭和12年)5月8日 野方町講義所設立。
1939年(昭和14年) 気賀重躬牧師離任。伊藤平次郎牧師就任。
1940年(昭和15年) 伊藤平次郎牧師離任。大村勇牧師就任。
1941年(昭和16年)3月16日 石神井教会合併。
1941年(昭和16年)6月24日 日本基督教団の成立に伴い、「日本基督教団 阿佐ヶ谷教会」となる。また野方町講義所は「日本基督教団 野方町教会」となる。
1975年(昭和50年) 大村勇牧師引退。名誉牧師となる。大宮溥牧師就任。
1954年(昭和29年)11月28日 会堂献堂。
1957年(昭和32年)3月10日 石神井伝道所(後の日本基督教団 石神井教会)発足。
1958年(昭和33年)2月9日 石神井伝道所を石神井教会とすることが決定。
1958年(昭和33年)6月8日 石神井伝道所献堂式。
1959年(昭和34年)4月12日 石神井教会 設立式。
1965年(昭和40年)6月27日 教育会館竣工。
1966年(昭和41年)3月 教育会館完成。
1985年(昭和60年)11月24日 新会堂献堂。
2002年(平成13年) 大宮溥牧師離任。大村栄牧師就任。